# Setifis
Setifis o Sitifis (lengua bereber: Sṭif), fue una ciudad romana en el noreste de Argelia. Fue la capital de la provincia romana de Mauritania Sitifense, y corresponde a la actual Sétif en la provincia homónima (Argelia).

## Historia
Sitifis se llamaba oficialmente Colonia Augusta Nerviana Martialis Veteranorum Sitifensium, y desde la época de Diocleciano (293 d. C.), fue la capital de Mauritania Sitifense (en el actual este de Argelia). Hoy en día, los vestigios de los siglos III y IV incluyen las murallas de la ciudad, el templo, el circo, el mausoleo y la fortaleza bizantina "Escipión". Numerosos artefactos arqueológicos se exhiben en el museo arqueológico de la ciudad.

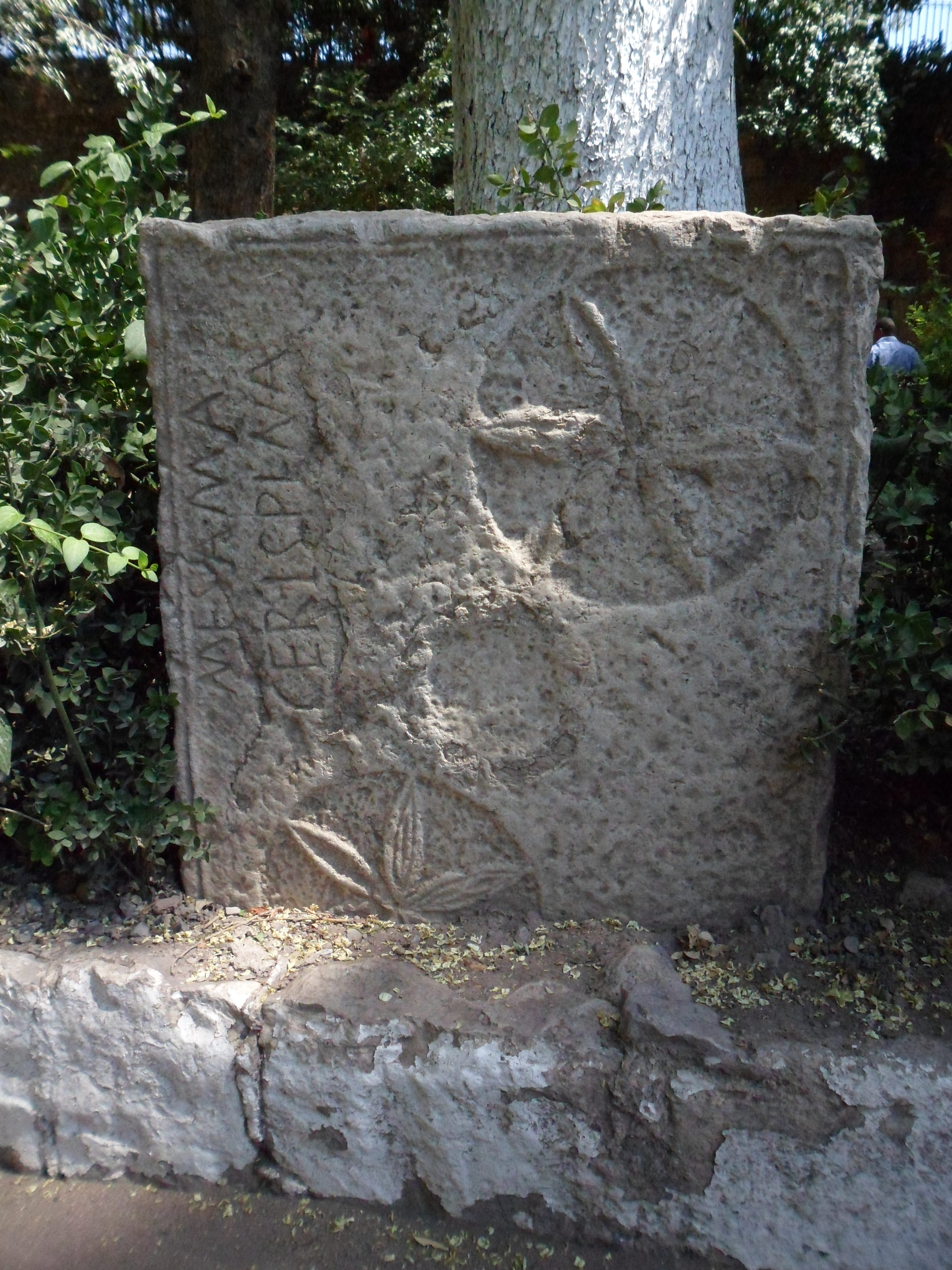
Piedras romanas con palabras en latín en los jardines de Setif

El nombre de la ciudad es de origen numidiano y en bereber significa "negro" (aseṭṭaf). La ciudad moderna fue fundada por los franceses sobre las ruinas de la antigua.
Setifis (o Sitifis) fue fundada en el 97 d. C. por los romanos, durante el reinado de Nerva, como colonia de veteranos romanos. Aunque no se conocen edificios de este período, un cementerio excavado en la década de 1960 parece haber contenido tumbas de la colonia temprana.

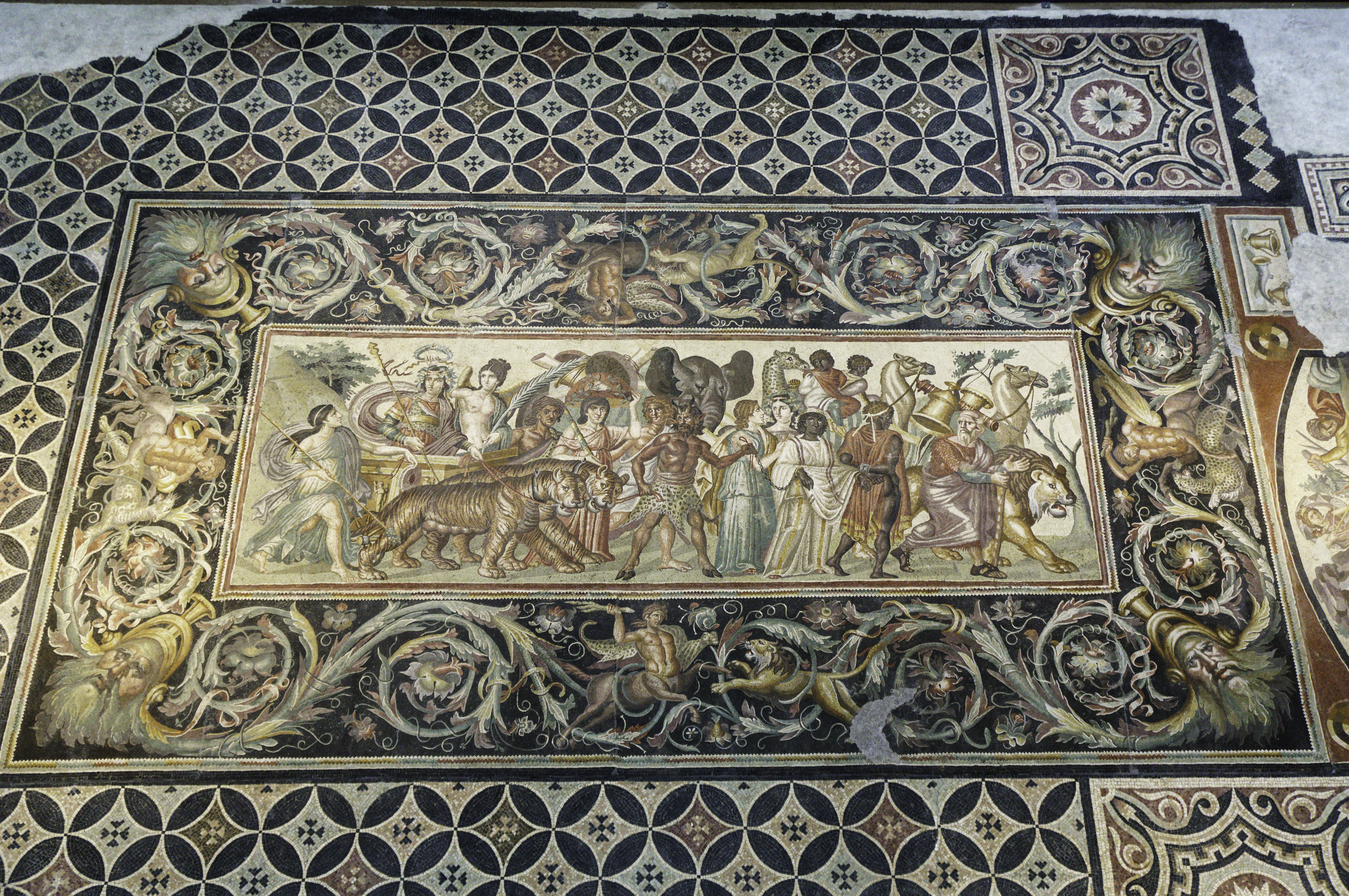
Mosaico de las Termas de Setifis (exhibido en el Museo de Sétif)

A medida que la ciudad creció, alrededor del 297 d. C., se estableció la provincia de Mauritania Sitifense, con Sitifis como su capital. En la entonces próspera ciudad se construyó un edificio de baños romanos, decorado con finos mosaicos: su restauración en el siglo V tenía una cámara fría (frigidarium) pavimentada con un gran mosaico que mostraba el nacimiento de Venus.
Aunque no se sabe qué sucedió en la ciudad bajo el dominio de los vándalos, la reconquista bizantina trajo consigo la construcción de un importante fuerte, del cual algunas partes aún están en pie. En el siglo VI el cristianismo fue la religión principal, con una fuerte presencia del donatismo. Bajo el dominio vándalo, fue la ciudad principal de un distrito llamado Zaba. Seguía siendo la capital de una provincia (llamada "Mauritania Prima") bajo el dominio bizantino y entonces era un lugar de importancia estratégica. El área quedó bajo control bizantino durante un breve período, que vio la introducción de doctrinas ortodoxas en las principales ciudades donatistas y católicas de su Exarcado de África.
En el 647 d. C. se llevó a cabo la primera expedición musulmana a África y, a finales de este siglo, la zona comenzó a ser conquistada. De hecho, Uqba ibn Nafi destruyó parcialmente Sitifis en una incursión en 680 d. C., cuando sus fuerzas conquistaron la cercana Saldae (actual Bugía), mientras luchaban por llegar al océano Atlántico. La era bizantina de Sitifis había terminado. Para el año 702 d. C., el área había sido completamente conquistada por el califato omeya.
En el siglo VIII, la región se convirtió a la fe islámica. Se conoce poco de la ciudad islámica primitiva, pero en el siglo X el área exterior de la fortaleza estaba una vez más llena de casas: en el sitio de los baños romanos se excavaron más de doce de ellas, con grandes patios rodeados de largas y delgadas habitaciones. A mediados del siglo XI, este desarrollo se detuvo abruptamente y se construyó una muralla defensiva alrededor de la ciudad.
El historiador León el Africano informa que una gran ola de destrucción siguió a la invasión de los Banu Hilal poco después.
No se sabe más de lo que solía ser el Setifis romano hasta que las ruinas de la ciudad fueron utilizadas por el ejército francés (que construyó su propia fortaleza en el sitio en 1848, utilizando la línea de la muralla medieval de la ciudad y la fortaleza bizantina).

## Arquitectura romana

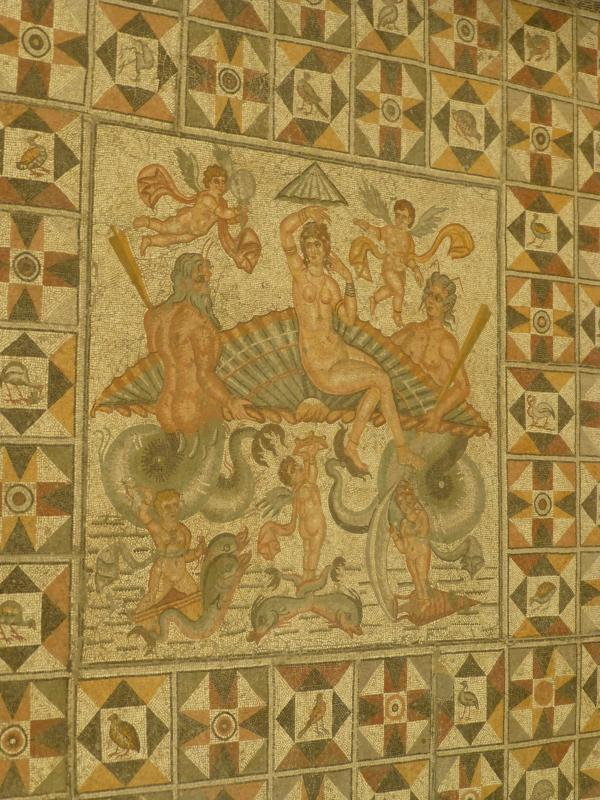
Mosaico romano con Venus, expuesto en el Museo de Sétif

En el extremo noroeste de la ciudad se construyeron dos grandes basílicas cristianas a fines del siglo IV, decoradas, nuevamente, con espléndidos mosaicos, y en esta época se fundó un Obispado .
La ciudad tenía una casa de baños y fortificaciones. Los habitantes hicieron inscripciones a los emperadores, una práctica que desapareció en el siglo IV con el surgimiento del cristianismo.
La ciudad también tenía un "circo"; cuya ubicación aproximada confirmada por fotografías aéreas antiguas muestran que el 90% del circo ahora tiene construcciones encima. Solo el extremo sur, curvo, permanece visible. La pista anteriormente visible en forma de U era de 450 m de largo y 70 m de ancho.

## Obispado
La ciudad también fue el centro de un obispado. La diócesis cesó efectivamente con la invasión islámica, pero sigue siendo una sede titular hasta el día de hoy.